# Aeroporto Nacional El Tajín
O Aeroporto Nacional El Tajín ou Aeroporto de Poza Rica, é um aeroporto nacional localizado a 12 km ao norte da cidade de Poza Rica, Veracruz, México. Se encarrega do tráfego aéreo da cidade de Poza Rica. Desde 1979 faz parte da rede ASA.
O aeroporto tem uma superfície de 157 ha e sua plataforma para a aviação comercial é de 15,750 m², sua pista tem 1.8 km, com capacidade para receber aviões de grande porte como o Boeing 737; além disso, possui estacionamento próprio, com capacidade para 94 lugares e que oferece os serviços de aluguel de carros e transporte terrestre.
As operações no aeroporto tem sido favorecidas em grande parte devido ao volume de passageiros, executivos e pessoas dedicadas a indústria petroleira que viajam à cidade por questões de trabalho e ao incremento nas atividades dos principais projetos da estatal Pemex.
Em 2008, Poza Rica recebeu a 106,600 passageiros, em 2009, esse número aumentou para 119,183 passageiros, segundo dados publicados por Aeroportos e Serviços Auxiliares (ASA).
Atualmente, o terminal aéreo se encontra em processo de internacionalização e é previsto que em breve comecem a operar voos internacionais por parte da Continental Airlines com destino à cidade de Houston, Texas.
O aeroporto foi nomeado devido à proximidade com a antiga capital do estado Totonaca, El Tajín, que atualmente é uma zona arqueológica pré-colombiana.

## Linhas aéreas e Destinos
- Aerodavinci
  - Reynosa / Aeroporto Internacional General Lucio Blanco

- Aeromar
  - Cidade do México / Aeroporto Internacional da Cidade do México
  - Reynosa / Aeroporto Internacional General Lucio Blanco
  - Villahermosa / Aeroporto Internacional Carlos Rovirosa Pérez

- Aeroméxico
  - Cidade do México / Aeroporto Internacional da Cidade do México